# Nikola Jerkan
Nikola Jerkan (* 8. Dezember 1964 in Split, SFR Jugoslawien) ist ein ehemaliger jugoslawisch-kroatischer Fußballspieler.

## Karriere

### Verein
Jerkan begann seine Karriere in der Jugend des NK Junak Sinj. 1982 wechselte er zum Erstligaabsteiger NK Zagreb, für den er bis 1986 spielte. Anschließend wechselte er zu Dinamo Vincovci, wo er zwei Jahre verbrachte, bevor er 1988 zu Hajduk Split wechselte. Nach zwei Spielzeiten in Split schloss er sich 1990 dem spanischen Erstligisten Real Oviedo an, mit dem er sich auf Anhieb am Ende der Saison 1990/91 für die Teilnahme am UEFA-Pokal qualifizierte.
Im Sommer 1996 wechselte Jerkan für eine Ablösesumme von 1 Million Pfund zu Nottingham Forest. Seine Zeit in England verlief wenig erfolgreich. Jerkan hatte Mühe, sich einen Platz in der ersten Mannschaft zu erkämpfen und stieg am Ende der Saison mit seinem Klub aus der Premier League ab. Zu Beginn der Saison 1997/98 wurde er für ein Jahr an den SK Rapid Wien ausgeliehen. Nach seiner Rückkehr zu Nottingham kam er nicht mehr zum Einsatz.
1999 wechselte er zum belgischen Erstligisten Sporting Charleroi, bei dem er nach zwei weiteren Spielzeiten seine aktive Laufbahn beendete.

### Nationalmannschaft
Jerkan gab am 5. Juli 1992, zwei Tage nach der Wiederaufnahme Kroatiens in die FIFA, im Rahmen einer Australien-Reise beim ersten von drei Länderspielen gegen den Gastgeber sein Debüt in der kroatischen Nationalmannschaft. Sein einziges Länderspieltor erzielte er am 9. Oktober 1994 beim 2:0 Kroatiens im Qualifikationsspiel zur Europameisterschaft 1996 gegen Litauen.
Nach der erfolgreichen Qualifikation wurde Jerkan von Nationaltrainer Miroslav Blažević in das kroatische Aufgebot berufen. Im Rahmen des Turniers kam er in den beiden siegreichen Vorrundenspielen gegen die Türkei und Dänemark sowie bei der 1:2-Niederlage im Viertelfinale gegen Deutschland zum Einsatz.
Sein letztes von insgesamt 31 Länderspielen für Kroatien bestritt Jerkan am 12. Juni 1997 im Rahmen des Kirin Cups gegen die Türkei.

## Erfolge und Ehrungen
- Jugoslawischer Pokalsieger: 1986/87
- Orden des kroatischen Morgensterns für sportliche Leistungen: 1995